# Tamási Áron Gimnázium
A Tamási Áron Gimnázium az erdélyi Székelyudvarhelyen működik. 1990 előtti neve: Dr. Petru Groza Líceum.

## Története 1918-ig
Székelyudvarhelyen a római katolikus plébánia és a Domonkos-rendiek szervezték meg az első iskolákat a 14. században. Ezt a hagyományt folytatták a jezsuiták, akik 1593-ban létrehozták a középfokú iskolát.
A gimnázium alapítója Vásárhelyi Gergely jezsuita szerzetes.
A 16. század végén uralkodó zavaros időkben (reformáció) a gimnázium beszüntette tevékenységét, és csak a jezsuiták újbóli visszaköltöztetésével 1651-től szerveződött újjá. Második alapítója az Erdély-szerte ismert hitvitázó Sámbár Mátyás. Ekkor épül fel az önálló iskolaépület. Az iskola fenntartója a jezsuita rend volt 1773-ig, ettől kezdve a római katolikus egyház vette át és működtette az 1948-as államosításig.
A tanítás nyelve ekkor a latin volt, a tanulók döntő többsége székelyföldi katolikus ifjak közül került ki, de tanultak itt kisebb számban görögkatolikus románok, szászok és örmények is. Az iskola egykori diákja volt Zöld Péter, Baróti Szabó Dávid, Parajdi Incze Lajos és Orbán Balázs is. Az 1848–49-es forradalom és szabadságharc után egyike az erdélyi római katolikusok magyar nyelvű főgimnáziumainak. 1892-től új iskolaépülettel gyarapodott, amely ma bentlakásként működik a vidéki tanulók számára.
1910-ben épül fel az újabb, szecessziós stílusú, nagyobb iskolaépület, amelyben ma is működik az iskola. Tamási Áron, az iskola névadója, már ebben az épületben végezte tanulmányait 1910–1918 között. Ugyancsak itt tanultak még Demeter Endre prépost, Boros Fortunát egyháztörténész, Nyirő József író, Tomcsa Sándor író, Mihály László költő, Szemlér Ferenc költő és más jelentős személyiségek is.

## Története 1918–1990 között
Az 1918. évi román megszállás után, amelyet a trianoni békeszerződés szentesített, a kisebbségi sorba jutott erdélyi magyarság és az anyagi tulajdonaitól megfosztott egyház csak nagy anyagi áldozatok árán tudták fenntartani az iskolát. A tanárok, diákok és szülők nagy felháborodással fogadták az 1948-as államosítást. Ezután az oktatás a kommunista állam által megszabott tantervek alapján történt, az iskola elszakadt az egyháztól, később a korábbi román miniszterelnök, dr. Petru Groza nevét viselte. Ebben az időszakban többször változott az iskola jellege, többnyire vegyes tannyelvű (román, magyar) elméleti középiskolaként (líceum) működött, 1984-től pedig szakközépiskola („szaklíceum”) lett. Ezekben az évtizedekben a kommunista rendszer valóságos hadjáratot folytatott a magyar nemzeti kisebbség erőszakos beolvasztásáért, de nem járt sikerrel.

## Története 1990 után
Az 1989 decemberében bekövetkező változások után az iskola a szülők, tanárok és diákok határozata értelmében magyar tannyelvű elméleti középiskola  lett. 1990 tavaszán iskolai népszavazás döntött arról, hogy az iskola egyik jeles véndiákjának, Tamási Áronnak a nevét vegye fel. Zászlót és jelvényt terveztek ebből az alkalomból, az iskolazászlón pedig Tamási Áronnak a mindenkori diákokhoz szóló üzenete olvasható: „Rátok bízom az ittmaradó kincseket.”

## A 2023-as baleset
| Az összeomlott kollégium                  | Az összeomlott kollégium                      |
| Kattints az alábbi külső linkek egyikére! | Kattints az alábbi külső linkek egyikére!     |
| ----------------------------------------- | --------------------------------------------- |
| Nem található szabad kép.(?)              |                                               |
| külső link · jogvédett                    | A Hargita Megyei Katasztrófavédelem felvétele |

2023. december 18-án tereprendezési munkálatok következtében összeomlott az intézmény kollégiumának egy része (kb. 200 m²-nyi fal). A balesetben egy 17 éves fiú a helyszínen meghalt, egy 17 éves lányt gerinctöréssel, másik két tanulót könnyebb sérülésekkel szállítottak kórházba. 2024. január 9-én a lány is elhunyt.
Első fázisban sürgősségi eljárásban ideiglenesen stabilizálták a sérült épületszárnyat, a teljes felújítás hosszabb időt vesz igénybe, 2024 közepén még csak az engedélyezési és tervezési szakasz zajlott.